# Tyrrell 022
Chronologie des modèles (1994)
Tyrrell 021 Tyrrell 023
La Tyrrell 022 est la monoplace de Formule 1 engagée par l'écurie Tyrrell Racing dans le cadre de la saison 1994 de Formule 1. Elle est pilotée par le Japonais Ukyo Katayama, qui effectue sa deuxième saison au sein de l'écurie, et le Britannique Mark Blundell, en provenance de l'écurie Ligier. La 022 se distingue notamment par ses nombreux problèmes de fiabilité, Katayama ne ralliant l'arrivée qu'à quatre reprises en seize engagements.

## Historique

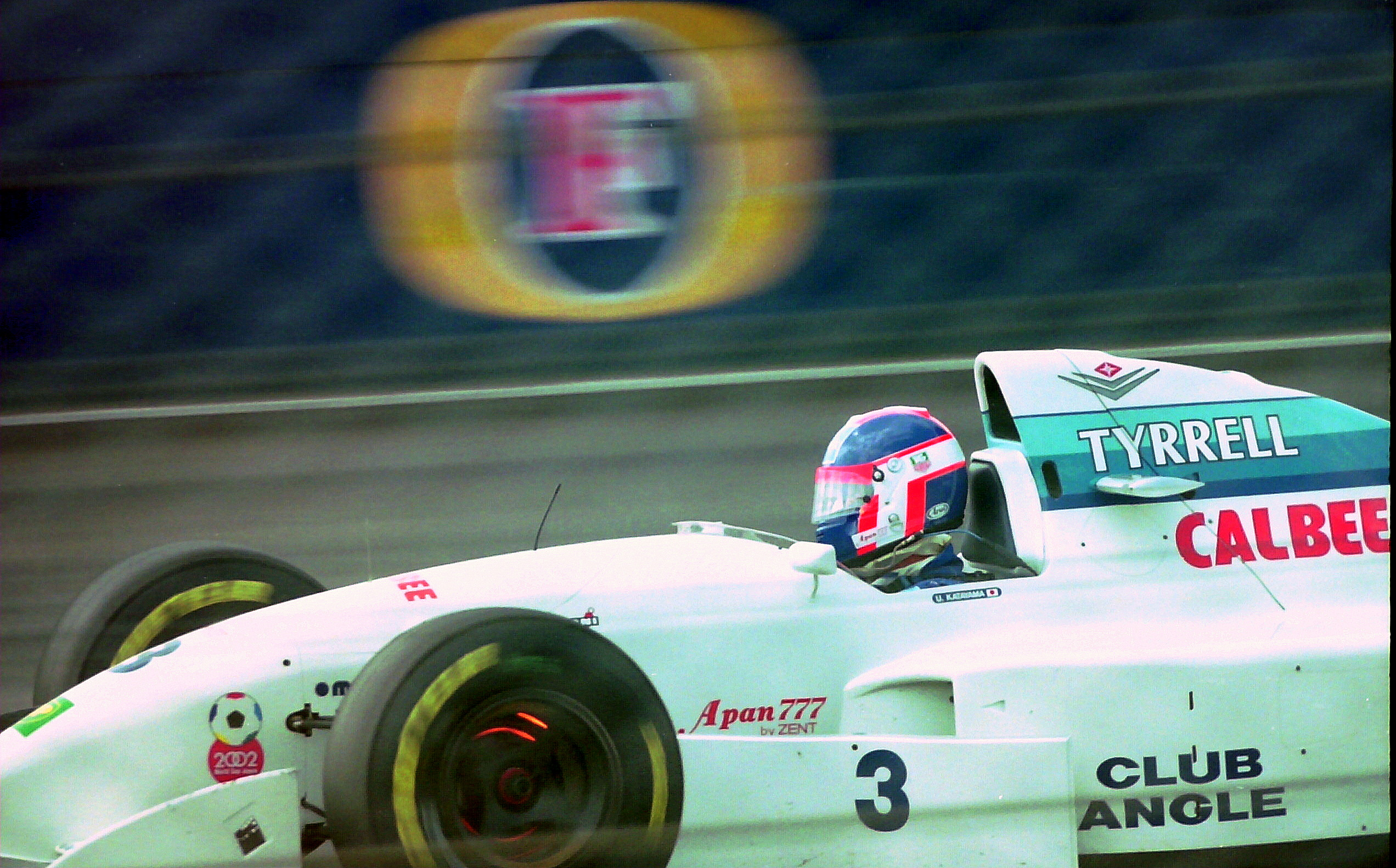
Ukyo Katayama à bord de la Tyrrell 022 lors du Grand Prix de Grande-Bretagne 1994.

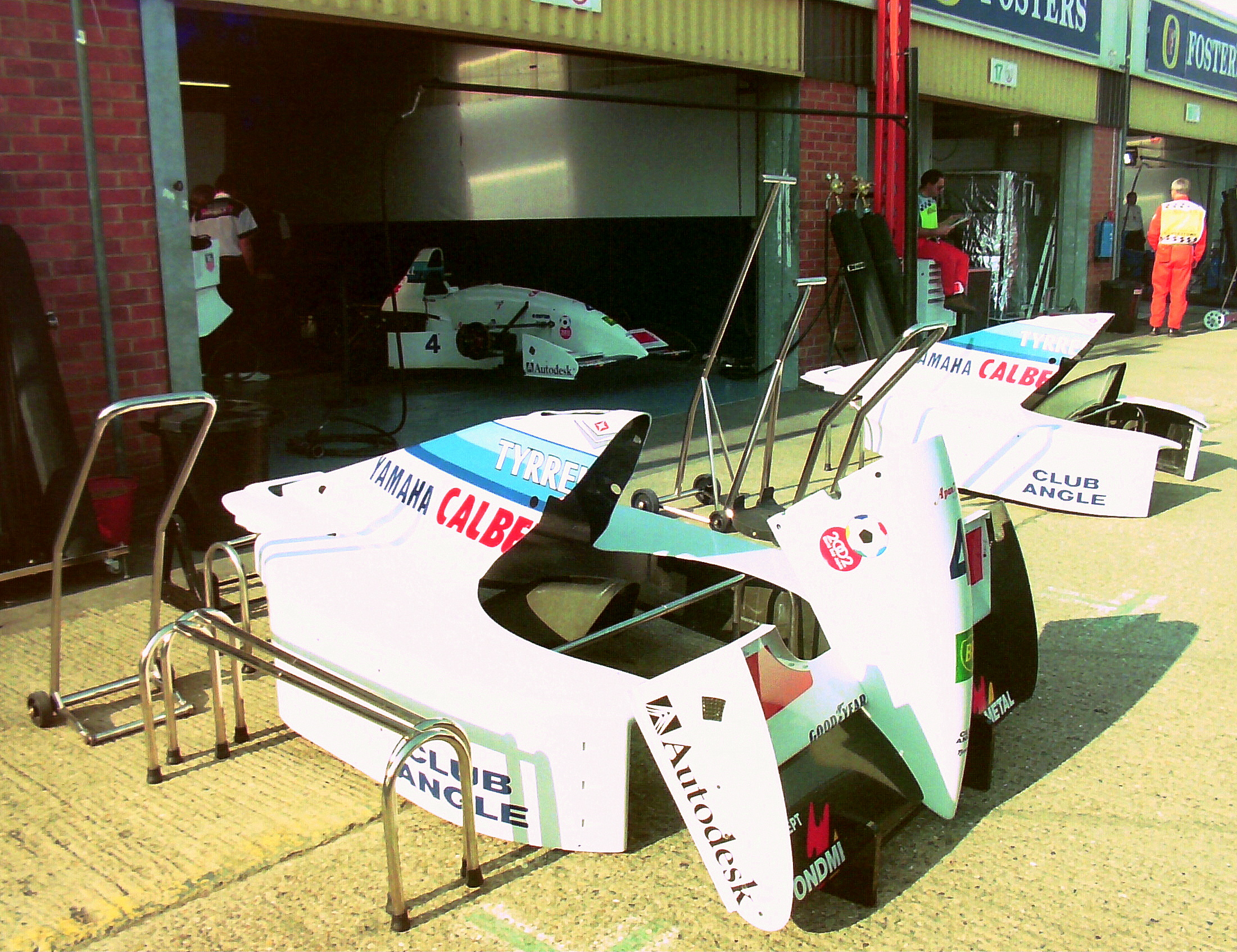
Le garage de Mark Blundell à Silverstone.

La saison commence par une cinquième place d'Ukyo Katayama au Grand Prix du Brésil alors qu'il s'est élancé de la dixième place sur la grille. Mark Blundell, qualifié en douzième position, abandonne au vingt-et-unième tour après un accident,. Lors du Grand Prix du Pacifique, aucune Tyrrell ne rallie l'arrivée, Katayama abandonnant sur panne moteur et Blundell à la suite d'un accrochage au premier tour avec Nicola Larini et Ayrton Senna. À Saint-Marin, Katayama rapporte les points de la cinquième place alors que son coéquipier termine neuvième.
Le Grand Prix de Monaco s'avère plus délicat pour l'écurie qui voit ses deux pilotes abandonner, Katayama à cause d'une panne de boîte de vitesses et Blundell sur panne moteur. En Espagne, Blundell, auteur du onzième temps des qualifications, termine troisième, obtenant ainsi le troisième et dernier podium de sa carrière, le soixante-dix-septième et dernier podium de Tyrrell en Formule 1 et le premier d'un moteur Yamaha en Formule 1,,,.
La suite de la saison est plus difficile : au Canada et en France, Blundell termine dixième alors que Katayama abandonne après deux tête-à-queue,. En Grande-Bretagne, Katayama, élancé depuis la huitième place, finit sixième alors que Blundell est victime de sa boîte de vitesses,. Si le Japonais ne termine aucune course des cinq courses suivantes en raison du manque de fiabilité de la 022, Blundell termine cinquième en Hongrie et en Belgique,.
Lors des trois dernières manches, les deux pilotes Tyrrell ne rallient l'arrivée qu'au Grand Prix d'Europe.
Tyrrell termine à la septième place du championnat des constructeurs avec treize points. Ukyo Katayama se classe dix-septième avec cinq points tandis que Mark Blundell prend la douzième place avec huit points. Si cette position finale de Tyrrell est très en deçà de ses glorieux débuts, c'est en revanche le meilleur classement de Yamaha, ainsi que sa plus grosse récolte de points sur une saison.

## Résultats en championnat du monde de Formule 1
| Saison | Écurie                      | Moteur           | Pneus    | Pilotes       | Courses | Courses | Courses | Courses | Courses | Courses | Courses | Courses | Courses | Courses | Courses | Courses | Courses | Courses | Courses | Courses | Points inscrits | Classement |
| Saison | Écurie                      | Moteur           | Pneus    | Pilotes       | 1       | 2       | 3       | 4       | 5       | 6       | 7       | 8       | 9       | 10      | 11      | 12      | 13      | 14      | 15      | 16      | Points inscrits | Classement |
| ------ | --------------------------- | ---------------- | -------- | ------------- | ------- | ------- | ------- | ------- | ------- | ------- | ------- | ------- | ------- | ------- | ------- | ------- | ------- | ------- | ------- | ------- | --------------- | ---------- |
| 1994   | Tyrrell Racing Organisation | Yamaha OX10B V10 | Goodyear |               | BRÉ     | PAC     | SMR     | MON     | ESP     | CAN     | FRA     | GBR     | ALL     | HON     | BEL     | ITA     | POR     | EUR     | JAP     | AUS     | 13              | 7e         |
| 1994   | Tyrrell Racing Organisation | Yamaha OX10B V10 | Goodyear | Ukyo Katayama | 5e      | Abd     | 5e      | Abd     | Abd     | Abd     | Abd     | 6e      | Abd     | Abd     | Abd     | Abd     | Abd     | 7e      | Abd     | Abd     | 13              | 7e         |
| 1994   | Tyrrell Racing Organisation | Yamaha OX10B V10 | Goodyear | Mark Blundell | Abd     | Abd     | 9e      | Abd     | 3e      | 10e     | 10e     | Abd     | Abd     | 5e      | 5e      | Abd     | Abd     | 13e     | Abd     | Abd     | 13              | 7e         |

Légende : ici 